# Нужина
Нужина (пол. Nurzyna) — село в Польщі, у гміні Тшебешув Луківського повіту Люблінського воєводства.
Населення — 384 особи (2011).

## Демографія
Демографічна структура станом на 31 березня 2011 року:
|          | Загалом | Допрацездатний вік | Працездатний вік | Постпрацездатний вік |
| -------- | ------- | ------------------ | ---------------- | -------------------- |
| Чоловіки | 195     | 48                 | 131              | 16                   |
| Жінки    | 189     | 52                 | 102              | 35                   |
| Разом    | 384     | 100                | 233              | 51                   |